# John Yapp
John Yapp (Cardiff, 9 aprile 1983) è un rugbista a 15 gallese che gioca nel ruolo di pilone.
Ha indossato la maglia della Nazionale gallese per la prima volta il 5 febbraio 2005 contro l'Inghilterra (11-9 per i gallesi).
Nel 2005 ha vinto, con la sua nazionale, il torneo delle Sei Nazioni.
Attualmente gioca nei Cardiff Blues.